# Дубова (округ Пезінок)
Дубова (словац. Dubová) — село, громада округу Пезінок, Братиславський край, південно-західна Словаччина, Малокарпатський регіон. Кадастрова площа громади — 13,8 км².
Населення 1115 особи (станом на 31 грудня 2017 року).

## Історія
Дубова згадується в 1287 році.

## Населення
| Рік:            | 1994. | 2004.   | 2014.   | 2024.    |
| --------------- | ----- | ------- | ------- | -------- |
| Кількість осіб: | 826   | 905     | 965     | 1194     |
| Різниця:        |       | +9,56 % | +6,62 % | +23,73 % |

| Рік:            | 2023. | 2024.   |
| --------------- | ----- | ------- |
| Кількість осіб: | 1155  | 1194    |
| Різниця:        |       | +3,37 % |